# Famille Cavaillé-Coll
 (janvier 2013).
Si vous disposez d'ouvrages ou d'articles de référence ou si vous connaissez des sites web de qualité traitant du thème abordé ici, merci de compléter l'article en donnant les références utiles à sa vérifiabilité et en les liant à la section « Notes et références ».
Cette page explique l’histoire ou répertorie les différents membres de la famille Cavaillé-Coll.
La famille Cavaillé-Coll est une célèbre famille française de facteurs d'orgues.

## Origines de la dynastie

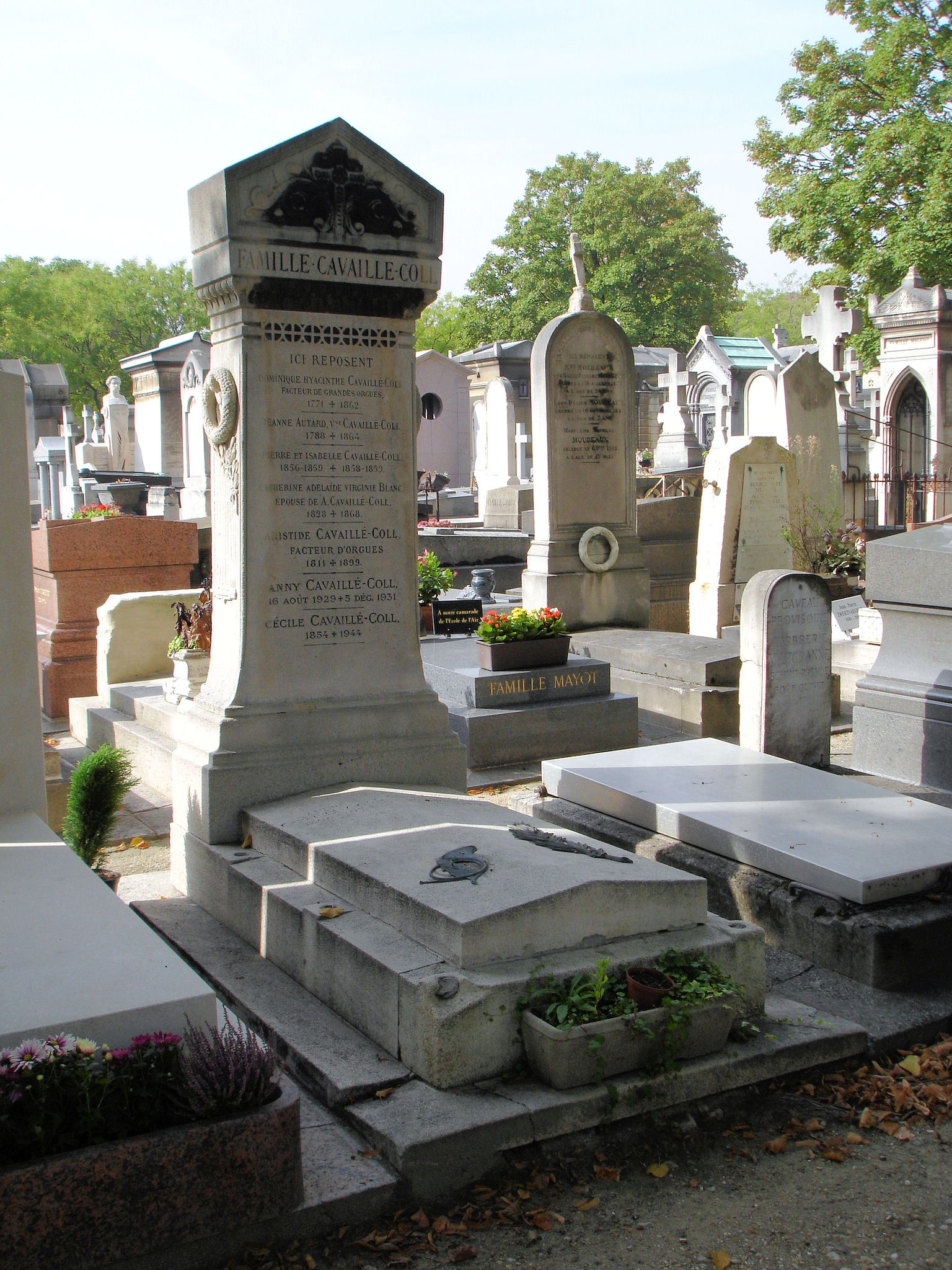
Tombeau de Dominique-Hyacinthe et d'Aristide au cimetière du Montparnasse, à Paris.

Vers 1700, la famille Cavaillé vivait à Gaillac dans le Tarn. L'ancêtre, Jean-Pierre Cavaillé, était tisserand, fabricant de serge, et père de quatre enfants : 
- Gabriel, l'aîné, devint tisserand comme son père, il eut plusieurs enfants (dont Jean-Pierre, qui devint facteur d'orgue) et mourut à 46 ans ;
- Françoise se maria ;
- le cadet Pierre, se fit moine dominicain, il fut l'apothicaire du couvent de Toulouse ;
- le benjamin Joseph, se fit aussi dominicain à Toulouse et apprit la facture d'orgue auprès de Frère Isnard.

## Principales personnalités

### Jean-Pierre Cavaillé (1743-1809)
Jean-Pierre Cavaillé (baptisé le 11 octobre 1743 à Gaillac, mort en 1809 à Llança), apprit le métier de facteur d'orgue avec son oncle Joseph Cavaillé, frère dominicain du couvent de Toulouse.

### Dominique-Hyacinthe Cavaillé-Coll (1771-1862)
Dominique-Hyacinthe est le fils de Jean-Pierre Cavaillé et María Francisca Coll, né le 16 avril 1771 à Toulouse.
En 1785, il travaille avec son père à la réfection de l'orgue de la collégiale Saint-Vincent à Montréal (Aude).
En 1788, il passe en Catalogne espagnole où il construit l'orgue de la collégiale de Puigcerda.
En 1789, son père Jean-Pierre le rejoint à Barcelone où toute la famille s'établit, fuyant la Révolution. Ils réaliseront notamment les orgues de Sant Joan de las Abadesses, de la Mercè à Barcelone, de la cathédrale de Vic, et de Castelló d'Empúries.
Puis les relations se tendant entre la France napoléonienne et l'Espagne, en 1807, il rentre en France, s'engage au 5e bataillon de l'Hérault où il est nommé officier et s'installe à Montpellier. En 1808, il relève l'orgue de l'église Saint-Paul de Beaucaire.
Il y rencontre Jeanne Autard, dont il a un premier fils Vincent, né le 8 octobre 1808. Le mariage est célébré en 1810. Un deuxième fils, Aristide, naît à Montpellier le 4 février 1811.
Dominique construit donc des instruments dans la région de Montpellier, avant de revenir s'établir à Toulouse.
Dans les années 1820, il est appelé par le Conseil de fabrique de la Collégiale de Saint-Gaudens (Haute-Garonne) pour la réfection de l'orgue détruit à la Révolution. Il établit un devis daté de 1827 et conservé aux Archives départementales de Toulouse. Le devis étant accepté, il construit un nouvel orgue de 3 claviers manuels de 54 notes et un pédalier de quinze notes dans l'ancien buffet du XVIIe siècle. Après plusieurs transformations au cours des deux siècles suivants (Maucourt, Baron, Puget), l'instrument de 31 jeux a été restauré à l'identique en 1986 par le facteur Robert Chauvin de Dax. C'est le seul orgue de Dominique Cavaillé-Coll préservé et en très bon état qui subsiste. Il a conservé plus de 80 % de son matériel d'origine (tuyauterie, avec les fameux biseaux inversés, sommiers du GO/POS et de la pédale, grand abrégé de 108 notes, pilotes en bois et sabres en fer forgé de la mécanique des registres). Les claviers, le pédalier et le sommier d'écho ont été reconstruits à l'identique. Un jeu en chamade (30 tuyaux de hautbois) qui avait disparu a été reconstitué. L'orgue a été classé Monument Historique en 1973.
En 1833, la famille (comprenant Dominique et ses deux fils, Vincent et Aristide) installe ses ateliers à Paris: Il meurt en 1862.

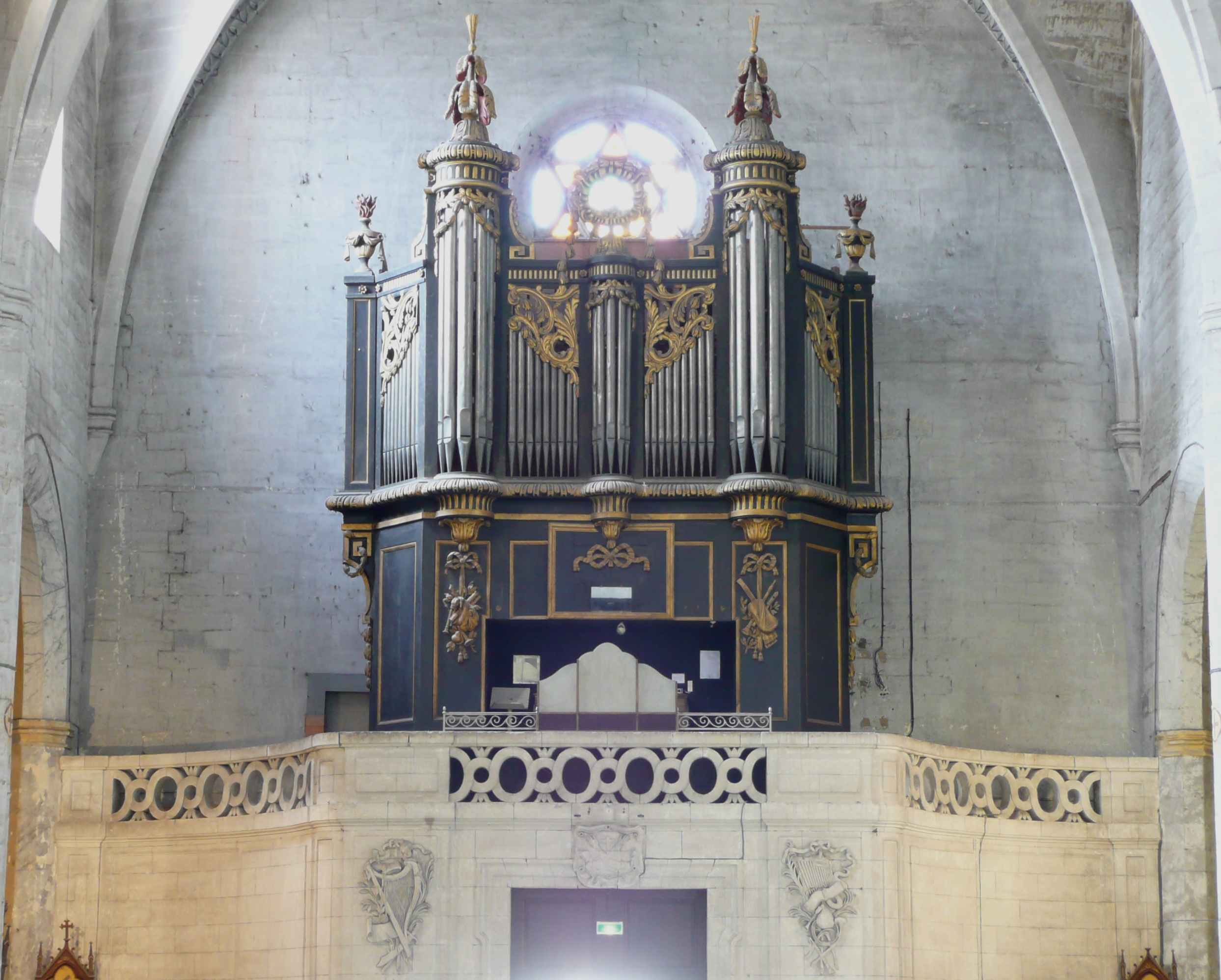
Orgue de l'église Saint-Paul de Beaucaire.

### Aristide Cavaillé-Coll (1811-1899)
Aristide Cavaillé-Coll (né le 4 février 1811 à Montpellier, mort le 13 octobre 1899 à Paris), fils de Dominique-Hyacinthe Cavaillé-Coll, fut l'un des plus grands facteurs d'orgue du XIXe siècle. Il réalisa la construction ainsi que la restauration d'un très grand nombre d'instruments.
La facture décline de 1868 jusqu'à sa cession en 1898.
Joseph Merklin est le principal concurrent d'Aristide Cavaillé-Coll. Les défenseurs de l'un sont les détracteurs de l'autre. Les deux hommes sont de générations très proches (Merklin 1819-1905, Cavaillé-Coll 1811-1899). Ils sont inventifs et créatifs pour faire évoluer la facture d'orgues. Merklin intégre l'électricité à ses orgues, avec le système électro-pneumatique "Schmoele & Mols" dont il était le concessionnaire exclusif en France.

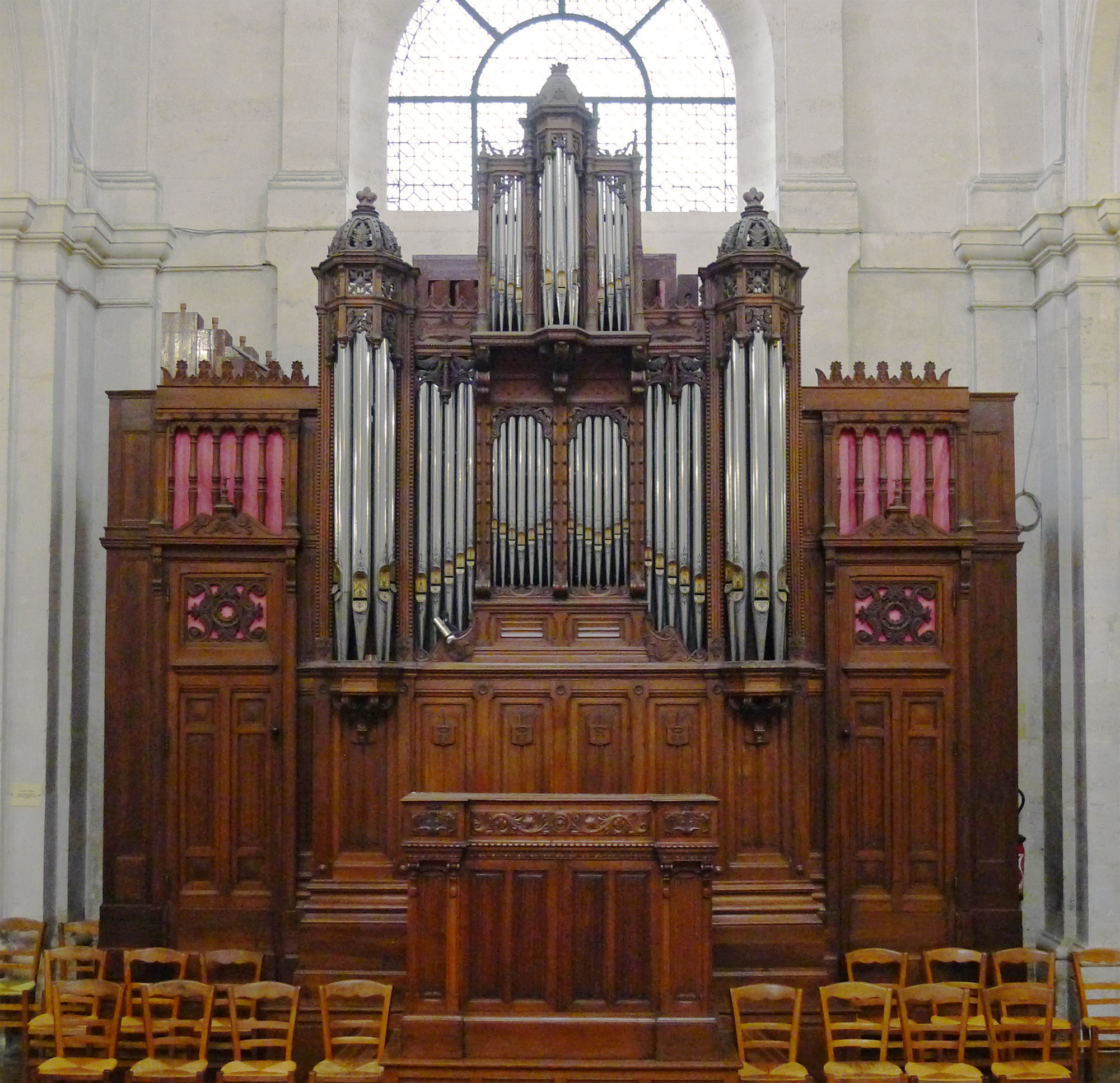
Orgue de chœur de l'église Saint-Jacques-du-Haut-Pas (1866).
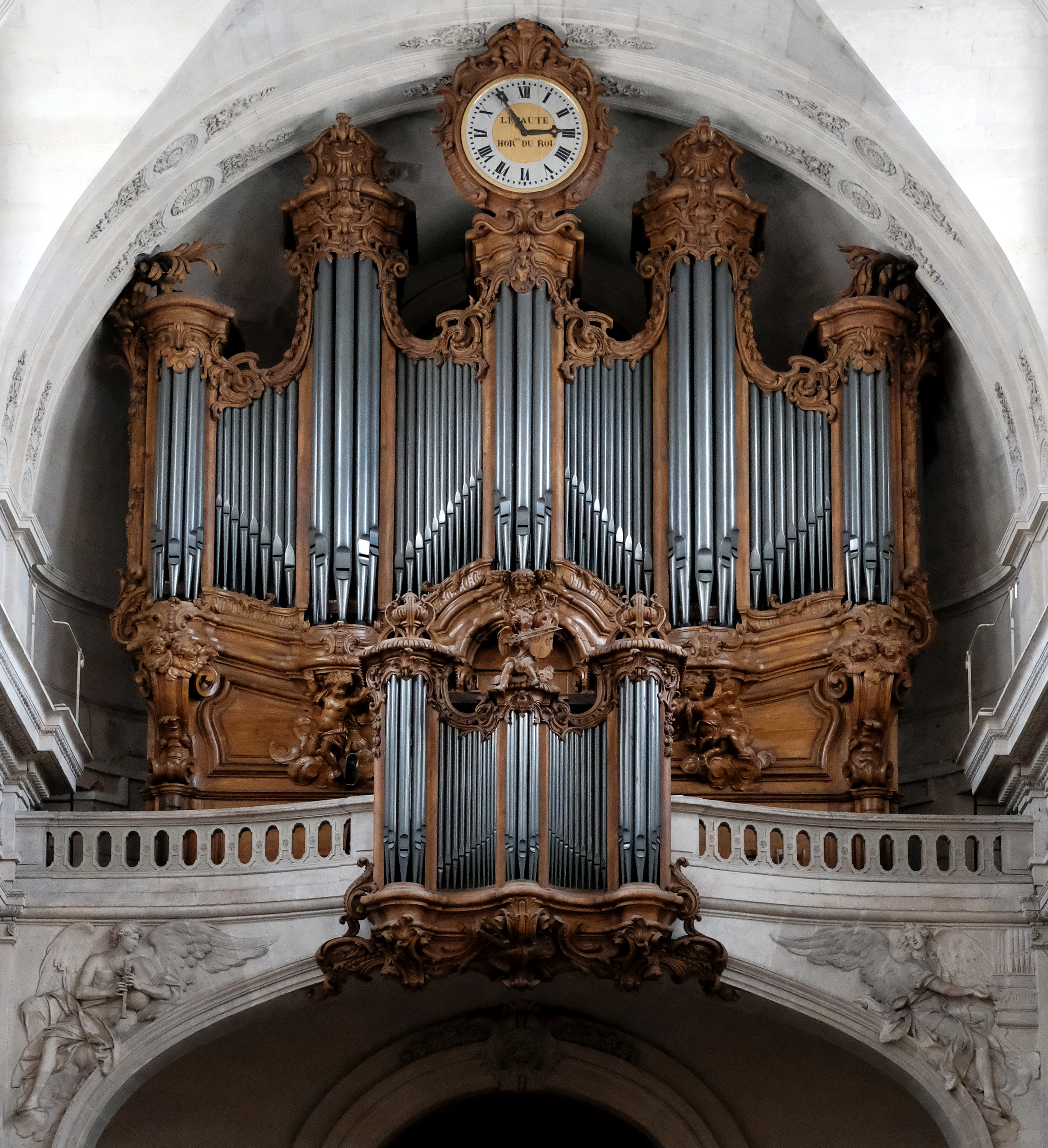
Orgue de tribune de l'église Saint-Roch de Paris, restaurée à plusieurs reprises (1839, 1858 et 1861) par Aristide Cavaillé-Coll.
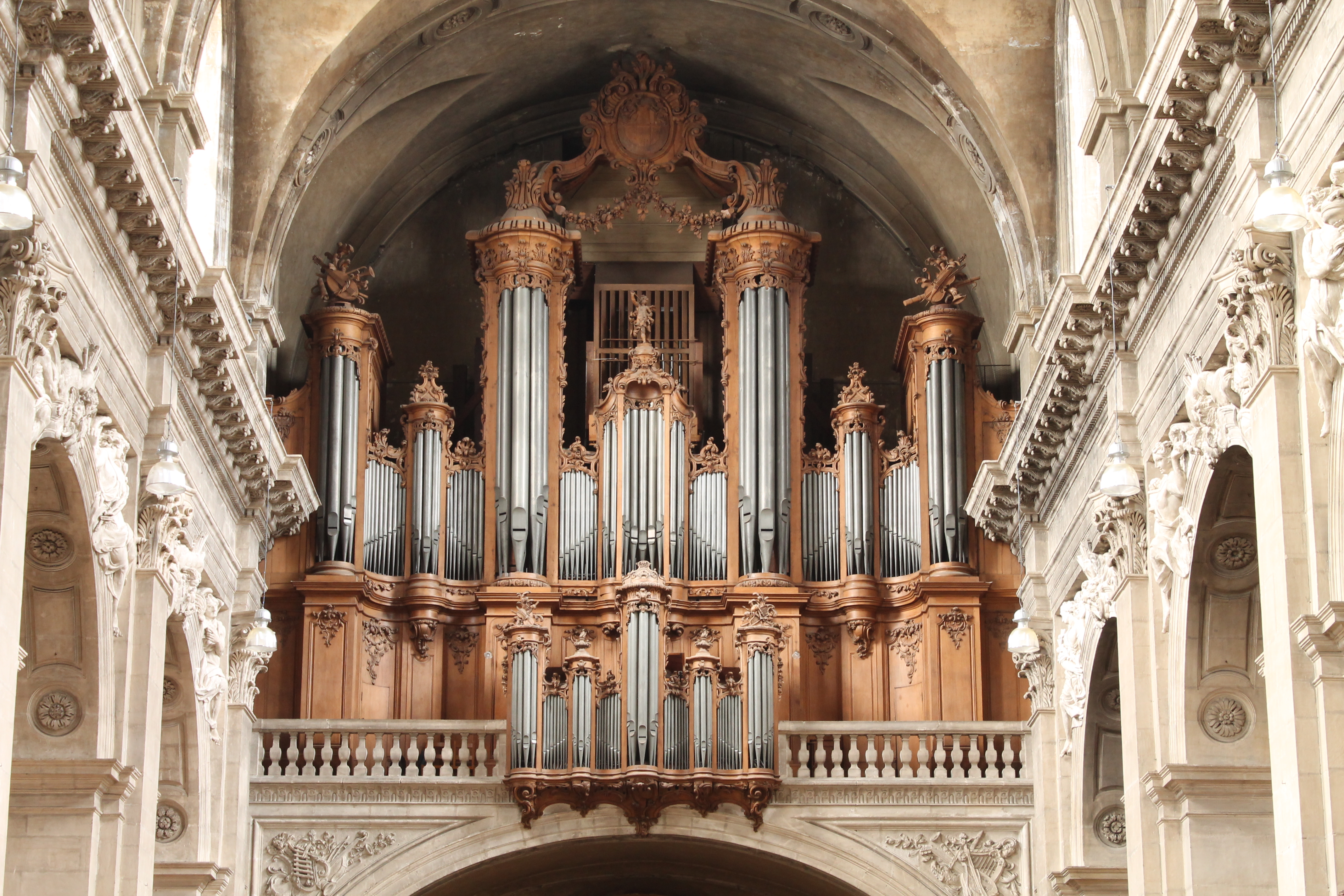
Grand orgue de la cathédrale de Nancy, reconstruit par Aristide Cavaillé-Coll en 1861.

### Cécile Cavaillé-Coll (1854-1944)
Cécile Cavaillé-Coll, fille d'Aristide, artiste peintre, officier d'académie, se retira à partir de 1904 à Héry (Yonne) où Robert Falcucci fut son élève.

### Emmanuel Cavaillé-Coll (1860-1922)
Emmanuel Cavaillé-Coll (12 mai 1860-13 novembre 1922), fils d'Aristide, est un artiste décorateur.

## Pour approfondir